# Hans Blom (historicus)

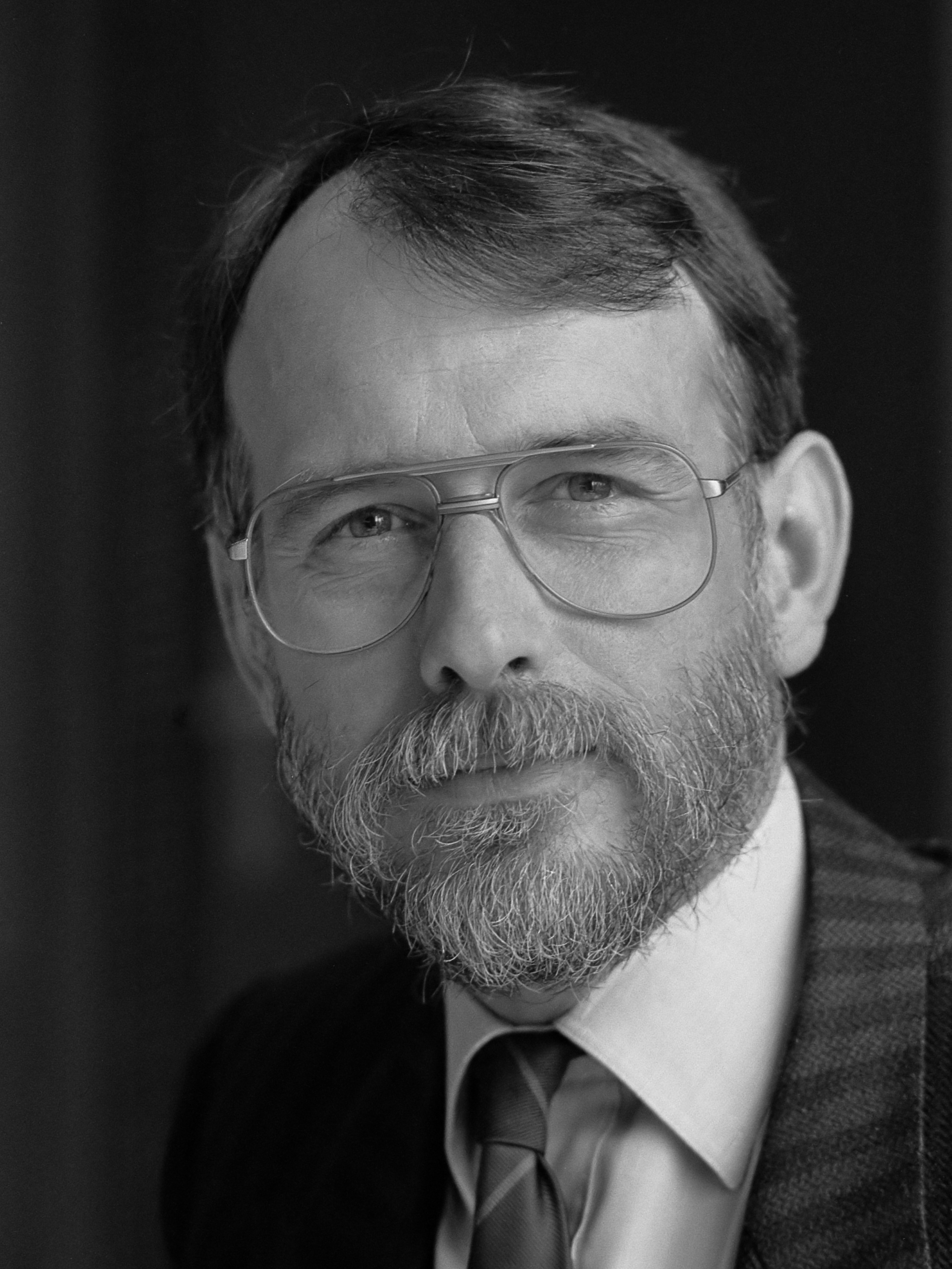
Dr. J. C. H. Blom (20 april 1988)

Johannes Cornelis Hendrik (Hans) Blom (Leiden, 4 januari 1943) is een Nederlandse historicus en voormalig directeur van het Nederlands Instituut voor Oorlogsdocumentatie (NIOD) te Amsterdam. Hij werd ook bekend door zijn oratie In de ban van goed en fout? als hoogleraar Nederlandse geschiedenis aan de Universiteit van Amsterdam, waarin hij het zwart-witdenken over Nederland in de Tweede Wereldoorlog bekritiseerde. Als bekleder van de Cleveringaleerstoel 2010-2011 aan de Universiteit Leiden hield hij in november 2010 de Cleveringa-lezing onder de titel Geschiedenis is mensenwerk.

## Biografie

### Loopbaan
Blom werd geboren in Leiden, maar volgde het gymnasium aan het Gemeentelijk Lyceum in Den Helder. Zijn vader zat in het Nederlands verzet in de Tweede Wereldoorlog, maar zijn grootouders van vaderszijde waren NSB'ers. Soms wordt dit gegeven aangehaald als achtergrond van Bloms neiging tot nuancering, maar hijzelf ontkent dat.

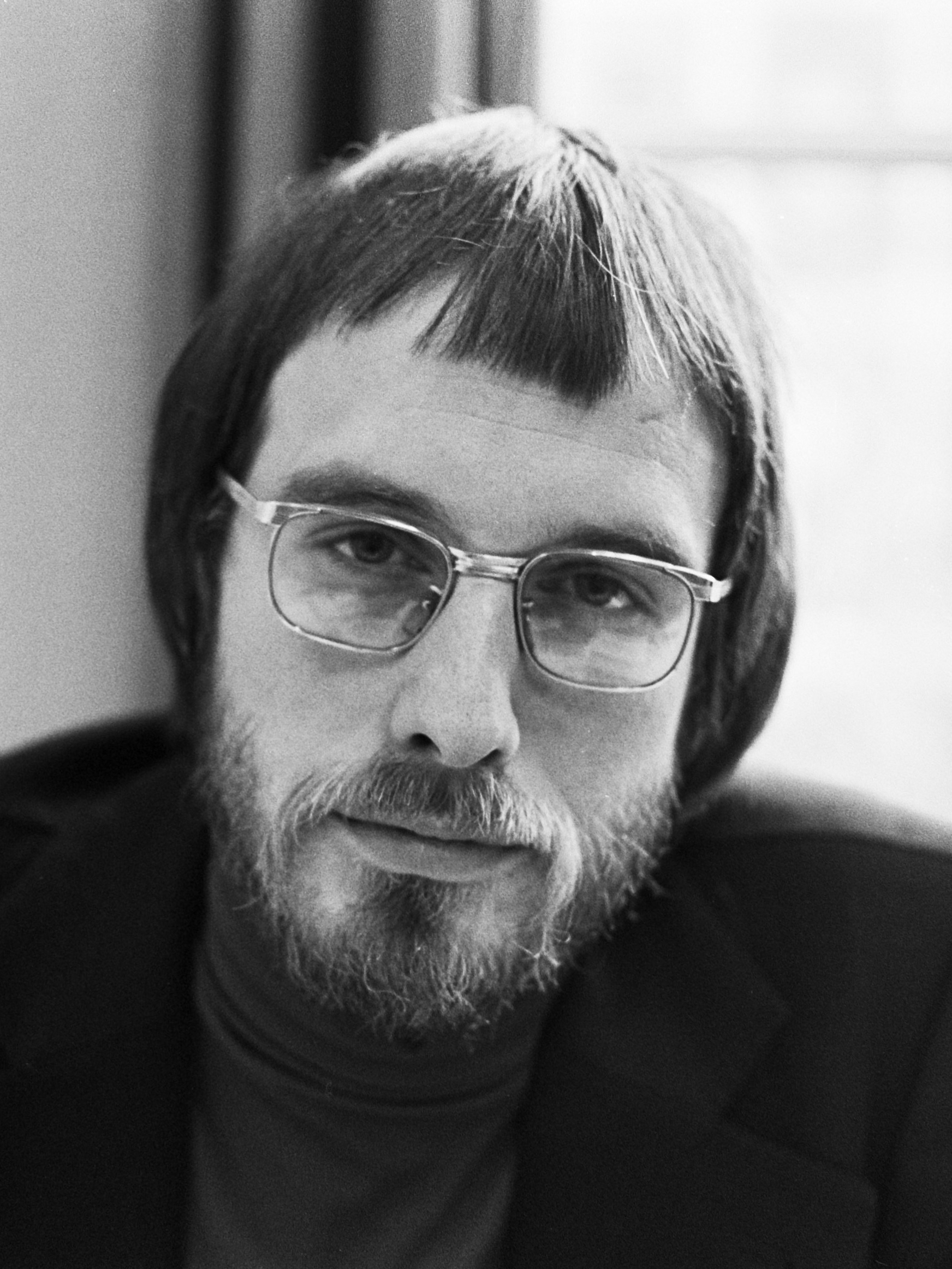
Hans Blom (1977)

Blom was tussen 1968 en 1971 docent geschiedenis aan het Stedelijk Gymnasium Leiden. In 1969 werd zijn eerste zoon, Onno Blom, geboren. In 1970 ging Hans Blom werken aan de Universiteit van Amsterdam. Hij promoveerde in 1975 aan de Rijksuniveriteit Leiden bij voormalig verzetsman en hoogleraar Ivo Schöffer op de muiterij op De Zeven Provinciën. Schöffer vroeg hem als lid van de commissie in de Zaak-Menten, die onderzoek deed naar de Nederlandse oorlogsmisdadiger Pieter Menten die jarenlang ongestoord in Blaricum kon leven. Deze zaak bracht zijn interesse voor de Tweede Wereldoorlog op gang.
In 1983 werd Blom hoogleraar Nederlandse geschiedenis aan de Universiteit van Amsterdam. Hij viel op door zijn oratie In de ban van goed en fout?, waarin hij afstand nam van het goed-fout-denken van dr. L. de Jong, directeur van het Rijksinsituut voor Oorlogsdocumentatie (RIOD, voorganger van het NIOD) en auteur van Het Koninkrijk der Nederlanden in de Tweede Wereldoorlog.
Daarna werd Blom in 1996 zelf directeur van het NIOD, dat juist gereorganiseerd was na het voltooien van Het Koninkrijk. Hij sprak grote waardering uit voor zijn voorganger De Jong: 
"Ik heb dr. De Jong altijd zeer positief gewaardeerd. Van zijn wetenschappelijke prestatie raak ik hoe langer hoe meer onder de indruk. Al die duizenden bladzijden vormen een hechte eenheid. Onderdrukking, collaboratie, verzet - dat is de rode draad die door zijn werk heenloopt. Het onderzoek van De Jong is magistraal, maar zelf zou ik het zo nooit hebben geschreven. De Jong heeft zichzelf een volksopvoeder genoemd. Hij had een missie. Ik wil veel liever een analyticus zijn. (...) Op een bepaalde manier is ieders werk tijdgebonden. Dat neemt niet weg dat al het speurwerk recht overeind blijft staan. Als je iets over de Tweede Wereldoorlog wilt uitzoeken, is het aan te raden eerst maar eens bij De Jong te kijken. Er staat verschrikkelijk veel in."

### Discussies
In de discussie rond de "Stadhoudersbrief", een document waaruit zou moeten blijken dat prins Bernhard van Lippe-Biesterfeld stadhouder van Nederland voor Adolf Hitler had willen worden, wilde Blom het verhaal pas voor waar aannemen als hij de brief met eigen ogen zou zien. NIOD-onderzoeker Gerard Aalders publiceerde erover, maar de brief is nooit boven water gekomen en er is geen hard bewijs dat hij bestaat. 
In de zomer van 1999 wekte Bloms handelwijze verbazing bij collega-historici, toen hij oud-RIOD-medewerker Hans van der Leeuw (1919-2003, op dat moment verdacht van verraad en per implicatie van geschiedvervalsing) een rapport over zijn eigen oorlogsverleden liet opstellen. De inhoud van dat rapport is tot op heden niet openbaar, maar Van der Leeuw sprak wel uitgebreid met NRC Handelsblad.
In april 2002 kwam Blom in het nieuws door het 5.000 pagina's tellende rapport over de Val van Srebrenica, dat hij met enkele collega's van het NIOD in vijf jaar schreef. Met de acceptatie van deze regeringsopdracht nam Blom een groot risico, omdat tevoren niet duidelijk was of er voldoende bronnen beschikbaar zouden komen voor een helder verslag. Geheel in lijn met zijn oratie sprak Blom ook in dit rapport weinig waardeoordelen uit. Het rapport leverde hem zware kritiek op van vakbroeders, publicisten, juristen en politici. Het rapport leidde tot de val van het kabinet-Kok II.

### Afscheid
In 2007 werd Blom bij het NIOD opgevolgd door Marjan Schwegman. Ook in dat jaar nam hij afscheid van de Universiteit van Amsterdam. In zijn afscheidsrede blikte hij terug op zijn oratie. Blom betoogde dat de publieke opinie, mede door ‘enige medewerking’ van de media nog altijd in de ban van goed en fout was. De historische wetenschap daarentegen is volgens hem erin geslaagd de omslag te maken die hij in 1983 bepleitte: hoe ‘verscheiden’ de oorlogswerkelijkheid geweest is, zet sindsdien de toon in het onderzoek. Na afloop reikte de Amsterdamse burgemeester Job Cohen, een zoon van voormalig RIOD-medewerker Dolf Cohen, aan Blom de koninklijke onderscheiding van Ridder in de Orde van de Nederlandse Leeuw uit.
Op 1 januari 2010 werd Blom voorzitter van het bestuur van het Verzetsmuseum Amsterdam. 

## Publicaties
- De muiterij op De Zeven Provinciën (1975) (proefschrift)
- Ger Harmsen: een 'ouderwets' historicus in dienst van de stuwende krachten in de geschiedenis. In: (nl)  Fortuyn, P. (red.) (1988) - Afscheid van de dialectiek? : Rondom het afscheid van Ger Harmsen als hoogleraar. Uitg. SUN, Nijmegen
- Geschiedenis van de Nederlanden (1993; 2006, 4e druk) redactie en hoofdstukbijdrage, i.s.m. Emiel Lamberts
- De Gouden Delta der Lage Landen: twintig eeuwen beschaving tussen Seine en Rijn (1996), i.s.m. Herman Balthazar, Willem Blockmans, e.a.
- In de ban van goed en fout. Geschiedschrijving over de bezettingstijd in Nederland (2007)
- Srebrenica, een 'veilig gebied'  (2002) (over de Val van Srebrenica)